# Ponceletpriset
Ponceletpriset (franska: Prix Poncelet) var en till åminnelse av Jean Victor Poncelet uppkallad medalj, som utdelades av Franska vetenskapsakademien för förtjänster inom de matematiska och fysiska vetenskaperna. Den uppgick 1997 i Grande Médaille.

## Mottagare
- 1868 Alfred Clebsch
- 1869 Julius Robert von Mayer
- 1870 Camille Jordan
- 1871 Joseph Boussinesq
- 1872 Amédée Mannheim
- 1873 William Thomson
- 1874 Jacques Bresse
- 1875 Gaston Darboux
- 1876 Xavier Kretz
- 1877 Edmond Laguerre
- 1878 Edmond Laguerre
- 1879 Théodore Moutard
- 1880 Henry Léauté
- 1881 Charles Briot
- 1882 Rudolf Clausius
- 1883 Georges Henri Halphen
- 1884 Jules Hoüel
- 1885 Henri Poincaré
- 1886 Émile Picard
- 1887 Paul Appell
- 1888 Édouard Collignon
- 1889 Édouard Goursat
- 1890 Carlos Ibáñez de Ibero
- 1891 Georges Humbert
- 1892 Benjamin Baker och John Fowler
- 1893 Gabriel Koenigs
- 1894 Hermann Laurent
- 1895 Victor Gustave Robin
- 1896 Paul Painlevé
- 1897 Roger Liouville
- 1898 Jacques Hadamard
- 1899 Eugène Cosserat
- 1900 Léon Lecornu
- 1901 Émile Borel
- 1902 Maurice d'Ocagne
- 1903 David Hilbert
- 1904 Désiré André
- 1905 Charles Lallemand
- 1906 Claude Guichard
- 1907 Charles Renard
- 1908 Ivar Fredholm
- 1909 Magnus de Sparre
- 1910 Charles Riquier
- 1911 Auguste Rateau
- 1912 Edmond Maillet
- 1913 Maurice Leblanc
- 1914 Henri Lebesgue
- 1915 Charles Rabut
- 1916 Charles-Jean de La Vallée Poussin
- 1917 Jules Andrade
- 1918 Joseph Larmor
- 1919 Prosper Charbonnier
- 1920 Élie Cartan
- 1921 Émile Jouguet
- 1922 Jules Drach
- 1923 Auguste Boulanger
- 1924 Ernest Vessiot
- 1925 Denis Eydoux
- 1926 Paul Montel
- 1927 Henri Villat
- 1929 Alfred-Marie Liénard
- 1930 Arnaud Denjoy
- 1932 Raoul Bricard
- 1934 Maurice Fréchet
- 1936 Paul Lévy
- 1937 Joseph Bethenod
- 1938 Szolem Mandelbrojt
- 1939 Henri Bénard
- 1942 René Garnier
- 1945 Alphonse Demoulin
- 1948 Georges Valiron
- 1951 Joseph Kampé de Fériet
- 1954 Georges Darmois
- 1966 André Néron
- 1972 Michel Lazard
- 1975 Jean Cea
- 1978 Henri Skoda
- 1981 Philippe Ciarlet
- 1987 Pierre Ladevèze
- 1990 Jean-Yves Girard
- 1993 Marie Farge
- 1995 Yves Le Jan